# Ligue des champions de l'AFC 2020
Navigation
Édition précédente Édition suivante
La Ligue des champions de l'AFC 2020 est la 39e édition de la plus prestigieuse des compétitions inter-clubs asiatiques de football, la 18e sous le nom de Ligue des champions. Elle oppose les meilleurs clubs d'Asie qui se sont illustrés dans leurs championnats respectifs la saison précédente.
La Pandémie de Covid-19 en Asie a perturbé cette compétition.

## Participants
La confédération asiatique a d’abord défini des critères que les associations membres doivent respecter pour pouvoir envoyer leurs clubs dans la compétition continentale. Ces critères reposent notamment sur la professionnalisation des clubs, l'état des stades et des infrastructures, l’organisation du championnat local et l'affluence. Selon le degré de respect de ces critères, l'AFC accorde un nombre précis de places aux associations, qui peut aller de quatre places qualificatives pour la phase de groupes et/ou les barrages à aucune si les critères ne sont atteints en aucun point.
Douze fédérations obtiennent une ou plusieurs places en phase de groupes. L'AFC conserve le format des barrages sur trois tours instauré en 2014, permettant à de nombreuses fédérations de pouvoir qualifier des équipes par le biais de leur championnat. Il y a ainsi 53 clubs issus de 23 pays inscrits à cette édition 2019 de la Ligue des champions.
| Participation pour la Ligue des champions de l'AFC 2020 | Participation pour la Ligue des champions de l'AFC 2020 |
| ------------------------------------------------------- | ------------------------------------------------------- |
|                                                         | Remplit les critères de participation                   |
|                                                         | Ne remplit pas les critères de participation            |

| Membre de la Fédération | Points | Nombre de places    | Nombre de places    | Nombre de places    | Nombre de places    | Nombre de places    | Nombre de places    |
| Membre de la Fédération | Points | Phase de groupes    | Phase qualificative | Phase qualificative | Phase qualificative | Phase qualificative | Phase qualificative |
| Membre de la Fédération | Points | Phase de groupes    | Région              | AFC                 | Barrages            | 2e tour             | 1er tour            |
| ----------------------- | ------ | ------------------- | ------------------- | ------------------- | ------------------- | ------------------- | ------------------- |
| 1                       | 1      | Émirats Arabes Unis | 95.940              | 3                   | 1                   | 0                   | 0                   |
| 2                       | 4      | Arabie Saoudite     | 84.269              | 3                   | 1                   | 0                   | 0                   |
| 3                       | 6      | Qatar               | 82.407              | 2                   | 2                   | 0                   | 0                   |
| 4                       | 7      | Iran                | 71.851              | 2                   | 0                   | 2                   | 0                   |
| 5                       | 9      | Ouzbékistan         | 43.305              | 1                   | 0                   | 2                   | 0                   |
| 6                       | 11     | Irak                | 42.141              | 1                   | 0                   | 1                   | 0                   |
| 7                       | 12     | Tadjikistan         | 30.725              | 0                   | 0                   | 1                   | 0                   |
| 8                       | 15     | Inde                | 29.291              | 0                   | 0                   | 0                   | 1                   |
| 9                       | 16     | Syrie               | 28.983              | 0                   | 0                   | 0                   | 0                   |
| 10                      | 18     | Jordanie            | 25.649              | 0                   | 0                   | 0                   | 1                   |
| 11                      | 19     | Koweït              | 24.798              | 0                   | 0                   | 0                   | 1                   |
| 12                      | 20     | Bahreïn             | 24.337              | 0                   | 0                   | 0                   | 1                   |
| Total                   | Total  | Total               | Total               | 12                  | 4                   | 5                   | 6                   |
| Total                   | Total  | Total               | Total               | 12                  | 15                  |                     |                     |
| Total                   | Total  | Total               | Total               | 27                  |                     |                     |                     |

| Classement | Classement | Membre de la Fédération | Points | Nombre de places | Nombre de places    | Nombre de places    | Nombre de places    |
| Classement | Classement | Membre de la Fédération | Points | Phase de groupes | Phase qualificative | Phase qualificative | Phase qualificative |
| Région     | AFC        | Membre de la Fédération | Points | Phase de groupes | Barrages            | 2e tour             | 1er tour            |
| ---------- | ---------- | ----------------------- | ------ | ---------------- | ------------------- | ------------------- | ------------------- |
| 1          | 2          | Corée du Sud            | 87.480 | 3                | 1                   | 0                   | 0                   |
| 2          | 3          | Chine                   | 86.671 | 3                | 1                   | 0                   | 0                   |
| 3          | 5          | Japon                   | 83.464 | 2                | 2                   | 0                   | 0                   |
| 4          | 8          | Australie               | 64.752 | 2                | 0                   | 1                   | 0                   |
| 5          | 10         | Thaïlande               | 42.568 | 1                | 0                   | 2                   | 0                   |
| 6          | 13         | Malaisie                | 29.566 | 1                | 0                   | 1                   | 0                   |
| 7          | 14         | Hong Kong               | 29.300 | 0                | 0                   | 1                   | 0                   |
| 8          | 17         | Viêtnam                 | 27.426 | 0                | 0                   | 1                   | 0                   |
| 9          | 21         | Philippines             | 21.405 | 0                | 0                   | 0                   | 1                   |
| 10         | 22         | Singapour               | 17.084 | 0                | 0                   | 0                   | 1                   |
| 11         | 23         | Indonésie               | 16.871 | 0                | 0                   | 0                   | 1                   |
| 12         | 24         | Myanmar                 | 14.753 | 0                | 0                   | 0                   | 1                   |
| Total      | Total      | Total                   | Total  | 12               | 4                   | 6                   | 4                   |
| Total      | Total      | Total                   | Total  | 12               | 14                  |                     |                     |
| Total      | Total      | Total                   | Total  | 26               |                     |                     |                     |

Note : TBD signifie to be defined, soit « pas encore défini ».
| Asie de l'ouest | Asie de l'ouest | Asie de l'ouest | Asie de l'ouest | Asie de l'ouest | Asie de l'ouest | Asie de l'ouest | Asie de l'ouest | Asie de l'est | Asie de l'est | Asie de l'est | Asie de l'est | Asie de l'est | Asie de l'est | Asie de l'est | Asie de l'est |
| Phase de groupes | Phase de groupes | Phase de groupes | Phase de groupes | Phase de groupes | Phase de groupes | Phase de groupes | Phase de groupes | Phase de groupes | Phase de groupes | Phase de groupes | Phase de groupes | Phase de groupes | Phase de groupes | Phase de groupes | Phase de groupes |
| --- | --- | --- | --- | --- | --- | --- | --- | --- | --- | --- | --- | --- | --- | --- | --- |
| - Sharjah Champion des Émirats arabes unis en 2018-2019 - Shabab Al-Ahli Club Vainqueur de la coupe des Émirats arabes unis 2019 2e des Émirats arabes unis en 2018-2019 - Al-Wahda Club 3e des Émirats arabes unis en 2018-2019 - Al-Nassr Riyad Champion d'Arabie saoudite en 2018-2019 - Al-Taawoun Vainqueur de la coupe du Roi 2019 3e d'Arabie saoudite en 2018-2019 - Al-Hilal 2e d'Arabie saoudite en 2018-2019 - Al-Sadd Champion du Qatar en 2018-2019 - Al-Duhail Vainqueur de la Coupe de l'Émir de Qatar 2019 et 2e du Qatar en 2018-2019 - Persépolis Champion d'Iran en 2018-2019 et Vainqueur de la Coupe de Hazfi 2018-19 - Sepahan Ispahan 2e d'Iran en 2018-2019 - Pakhtakor Tachkent Champion d'Ouzbékistan en 2019 et Vainqueur de la coupe d'Ouzbékistan 2019 - Al Shorta SC Champion d'Irak en 2018-2019 | - Sharjah Champion des Émirats arabes unis en 2018-2019 - Shabab Al-Ahli Club Vainqueur de la coupe des Émirats arabes unis 2019 2e des Émirats arabes unis en 2018-2019 - Al-Wahda Club 3e des Émirats arabes unis en 2018-2019 - Al-Nassr Riyad Champion d'Arabie saoudite en 2018-2019 - Al-Taawoun Vainqueur de la coupe du Roi 2019 3e d'Arabie saoudite en 2018-2019 - Al-Hilal 2e d'Arabie saoudite en 2018-2019 - Al-Sadd Champion du Qatar en 2018-2019 - Al-Duhail Vainqueur de la Coupe de l'Émir de Qatar 2019 et 2e du Qatar en 2018-2019 - Persépolis Champion d'Iran en 2018-2019 et Vainqueur de la Coupe de Hazfi 2018-19 - Sepahan Ispahan 2e d'Iran en 2018-2019 - Pakhtakor Tachkent Champion d'Ouzbékistan en 2019 et Vainqueur de la coupe d'Ouzbékistan 2019 - Al Shorta SC Champion d'Irak en 2018-2019 | - Sharjah Champion des Émirats arabes unis en 2018-2019 - Shabab Al-Ahli Club Vainqueur de la coupe des Émirats arabes unis 2019 2e des Émirats arabes unis en 2018-2019 - Al-Wahda Club 3e des Émirats arabes unis en 2018-2019 - Al-Nassr Riyad Champion d'Arabie saoudite en 2018-2019 - Al-Taawoun Vainqueur de la coupe du Roi 2019 3e d'Arabie saoudite en 2018-2019 - Al-Hilal 2e d'Arabie saoudite en 2018-2019 - Al-Sadd Champion du Qatar en 2018-2019 - Al-Duhail Vainqueur de la Coupe de l'Émir de Qatar 2019 et 2e du Qatar en 2018-2019 - Persépolis Champion d'Iran en 2018-2019 et Vainqueur de la Coupe de Hazfi 2018-19 - Sepahan Ispahan 2e d'Iran en 2018-2019 - Pakhtakor Tachkent Champion d'Ouzbékistan en 2019 et Vainqueur de la coupe d'Ouzbékistan 2019 - Al Shorta SC Champion d'Irak en 2018-2019 | - Sharjah Champion des Émirats arabes unis en 2018-2019 - Shabab Al-Ahli Club Vainqueur de la coupe des Émirats arabes unis 2019 2e des Émirats arabes unis en 2018-2019 - Al-Wahda Club 3e des Émirats arabes unis en 2018-2019 - Al-Nassr Riyad Champion d'Arabie saoudite en 2018-2019 - Al-Taawoun Vainqueur de la coupe du Roi 2019 3e d'Arabie saoudite en 2018-2019 - Al-Hilal 2e d'Arabie saoudite en 2018-2019 - Al-Sadd Champion du Qatar en 2018-2019 - Al-Duhail Vainqueur de la Coupe de l'Émir de Qatar 2019 et 2e du Qatar en 2018-2019 - Persépolis Champion d'Iran en 2018-2019 et Vainqueur de la Coupe de Hazfi 2018-19 - Sepahan Ispahan 2e d'Iran en 2018-2019 - Pakhtakor Tachkent Champion d'Ouzbékistan en 2019 et Vainqueur de la coupe d'Ouzbékistan 2019 - Al Shorta SC Champion d'Irak en 2018-2019 | - Sharjah Champion des Émirats arabes unis en 2018-2019 - Shabab Al-Ahli Club Vainqueur de la coupe des Émirats arabes unis 2019 2e des Émirats arabes unis en 2018-2019 - Al-Wahda Club 3e des Émirats arabes unis en 2018-2019 - Al-Nassr Riyad Champion d'Arabie saoudite en 2018-2019 - Al-Taawoun Vainqueur de la coupe du Roi 2019 3e d'Arabie saoudite en 2018-2019 - Al-Hilal 2e d'Arabie saoudite en 2018-2019 - Al-Sadd Champion du Qatar en 2018-2019 - Al-Duhail Vainqueur de la Coupe de l'Émir de Qatar 2019 et 2e du Qatar en 2018-2019 - Persépolis Champion d'Iran en 2018-2019 et Vainqueur de la Coupe de Hazfi 2018-19 - Sepahan Ispahan 2e d'Iran en 2018-2019 - Pakhtakor Tachkent Champion d'Ouzbékistan en 2019 et Vainqueur de la coupe d'Ouzbékistan 2019 - Al Shorta SC Champion d'Irak en 2018-2019 | - Sharjah Champion des Émirats arabes unis en 2018-2019 - Shabab Al-Ahli Club Vainqueur de la coupe des Émirats arabes unis 2019 2e des Émirats arabes unis en 2018-2019 - Al-Wahda Club 3e des Émirats arabes unis en 2018-2019 - Al-Nassr Riyad Champion d'Arabie saoudite en 2018-2019 - Al-Taawoun Vainqueur de la coupe du Roi 2019 3e d'Arabie saoudite en 2018-2019 - Al-Hilal 2e d'Arabie saoudite en 2018-2019 - Al-Sadd Champion du Qatar en 2018-2019 - Al-Duhail Vainqueur de la Coupe de l'Émir de Qatar 2019 et 2e du Qatar en 2018-2019 - Persépolis Champion d'Iran en 2018-2019 et Vainqueur de la Coupe de Hazfi 2018-19 - Sepahan Ispahan 2e d'Iran en 2018-2019 - Pakhtakor Tachkent Champion d'Ouzbékistan en 2019 et Vainqueur de la coupe d'Ouzbékistan 2019 - Al Shorta SC Champion d'Irak en 2018-2019 | - Sharjah Champion des Émirats arabes unis en 2018-2019 - Shabab Al-Ahli Club Vainqueur de la coupe des Émirats arabes unis 2019 2e des Émirats arabes unis en 2018-2019 - Al-Wahda Club 3e des Émirats arabes unis en 2018-2019 - Al-Nassr Riyad Champion d'Arabie saoudite en 2018-2019 - Al-Taawoun Vainqueur de la coupe du Roi 2019 3e d'Arabie saoudite en 2018-2019 - Al-Hilal 2e d'Arabie saoudite en 2018-2019 - Al-Sadd Champion du Qatar en 2018-2019 - Al-Duhail Vainqueur de la Coupe de l'Émir de Qatar 2019 et 2e du Qatar en 2018-2019 - Persépolis Champion d'Iran en 2018-2019 et Vainqueur de la Coupe de Hazfi 2018-19 - Sepahan Ispahan 2e d'Iran en 2018-2019 - Pakhtakor Tachkent Champion d'Ouzbékistan en 2019 et Vainqueur de la coupe d'Ouzbékistan 2019 - Al Shorta SC Champion d'Irak en 2018-2019 | - Sharjah Champion des Émirats arabes unis en 2018-2019 - Shabab Al-Ahli Club Vainqueur de la coupe des Émirats arabes unis 2019 2e des Émirats arabes unis en 2018-2019 - Al-Wahda Club 3e des Émirats arabes unis en 2018-2019 - Al-Nassr Riyad Champion d'Arabie saoudite en 2018-2019 - Al-Taawoun Vainqueur de la coupe du Roi 2019 3e d'Arabie saoudite en 2018-2019 - Al-Hilal 2e d'Arabie saoudite en 2018-2019 - Al-Sadd Champion du Qatar en 2018-2019 - Al-Duhail Vainqueur de la Coupe de l'Émir de Qatar 2019 et 2e du Qatar en 2018-2019 - Persépolis Champion d'Iran en 2018-2019 et Vainqueur de la Coupe de Hazfi 2018-19 - Sepahan Ispahan 2e d'Iran en 2018-2019 - Pakhtakor Tachkent Champion d'Ouzbékistan en 2019 et Vainqueur de la coupe d'Ouzbékistan 2019 - Al Shorta SC Champion d'Irak en 2018-2019 | - Jeonbuk Hyundai Motors Champion de Corée du Sud en 2019 - Suwon Samsung Bluewings Vainqueur de la coupe de Corée du Sud 2019 - Ulsan Hyundai 2e de Corée du Sud en 2019 - Guangzhou Evergrande Champion de Chine en 2019 - Shanghai Shenhua Vainqueur de la coupe de Chine 2019 - Beijing FC 2e de Chine en 2019 - Yokohama F. Marinos Champion du Japon en 2019 - Vissel Kobe Vainqueur de la coupe du Japon 2019 - Perth Glory 1er de la saison régulière d'Australie en 2018-2019 - Sydney FC Vainqueur de Grand Final d'Australie en 2018-2019 - Chiangrai United Champion de Thaïlande en 2019 - Johor Darul Ta'zim FC Champion de Malaisie en 2019 | - Jeonbuk Hyundai Motors Champion de Corée du Sud en 2019 - Suwon Samsung Bluewings Vainqueur de la coupe de Corée du Sud 2019 - Ulsan Hyundai 2e de Corée du Sud en 2019 - Guangzhou Evergrande Champion de Chine en 2019 - Shanghai Shenhua Vainqueur de la coupe de Chine 2019 - Beijing FC 2e de Chine en 2019 - Yokohama F. Marinos Champion du Japon en 2019 - Vissel Kobe Vainqueur de la coupe du Japon 2019 - Perth Glory 1er de la saison régulière d'Australie en 2018-2019 - Sydney FC Vainqueur de Grand Final d'Australie en 2018-2019 - Chiangrai United Champion de Thaïlande en 2019 - Johor Darul Ta'zim FC Champion de Malaisie en 2019 | - Jeonbuk Hyundai Motors Champion de Corée du Sud en 2019 - Suwon Samsung Bluewings Vainqueur de la coupe de Corée du Sud 2019 - Ulsan Hyundai 2e de Corée du Sud en 2019 - Guangzhou Evergrande Champion de Chine en 2019 - Shanghai Shenhua Vainqueur de la coupe de Chine 2019 - Beijing FC 2e de Chine en 2019 - Yokohama F. Marinos Champion du Japon en 2019 - Vissel Kobe Vainqueur de la coupe du Japon 2019 - Perth Glory 1er de la saison régulière d'Australie en 2018-2019 - Sydney FC Vainqueur de Grand Final d'Australie en 2018-2019 - Chiangrai United Champion de Thaïlande en 2019 - Johor Darul Ta'zim FC Champion de Malaisie en 2019 | - Jeonbuk Hyundai Motors Champion de Corée du Sud en 2019 - Suwon Samsung Bluewings Vainqueur de la coupe de Corée du Sud 2019 - Ulsan Hyundai 2e de Corée du Sud en 2019 - Guangzhou Evergrande Champion de Chine en 2019 - Shanghai Shenhua Vainqueur de la coupe de Chine 2019 - Beijing FC 2e de Chine en 2019 - Yokohama F. Marinos Champion du Japon en 2019 - Vissel Kobe Vainqueur de la coupe du Japon 2019 - Perth Glory 1er de la saison régulière d'Australie en 2018-2019 - Sydney FC Vainqueur de Grand Final d'Australie en 2018-2019 - Chiangrai United Champion de Thaïlande en 2019 - Johor Darul Ta'zim FC Champion de Malaisie en 2019 | - Jeonbuk Hyundai Motors Champion de Corée du Sud en 2019 - Suwon Samsung Bluewings Vainqueur de la coupe de Corée du Sud 2019 - Ulsan Hyundai 2e de Corée du Sud en 2019 - Guangzhou Evergrande Champion de Chine en 2019 - Shanghai Shenhua Vainqueur de la coupe de Chine 2019 - Beijing FC 2e de Chine en 2019 - Yokohama F. Marinos Champion du Japon en 2019 - Vissel Kobe Vainqueur de la coupe du Japon 2019 - Perth Glory 1er de la saison régulière d'Australie en 2018-2019 - Sydney FC Vainqueur de Grand Final d'Australie en 2018-2019 - Chiangrai United Champion de Thaïlande en 2019 - Johor Darul Ta'zim FC Champion de Malaisie en 2019 | - Jeonbuk Hyundai Motors Champion de Corée du Sud en 2019 - Suwon Samsung Bluewings Vainqueur de la coupe de Corée du Sud 2019 - Ulsan Hyundai 2e de Corée du Sud en 2019 - Guangzhou Evergrande Champion de Chine en 2019 - Shanghai Shenhua Vainqueur de la coupe de Chine 2019 - Beijing FC 2e de Chine en 2019 - Yokohama F. Marinos Champion du Japon en 2019 - Vissel Kobe Vainqueur de la coupe du Japon 2019 - Perth Glory 1er de la saison régulière d'Australie en 2018-2019 - Sydney FC Vainqueur de Grand Final d'Australie en 2018-2019 - Chiangrai United Champion de Thaïlande en 2019 - Johor Darul Ta'zim FC Champion de Malaisie en 2019 | - Jeonbuk Hyundai Motors Champion de Corée du Sud en 2019 - Suwon Samsung Bluewings Vainqueur de la coupe de Corée du Sud 2019 - Ulsan Hyundai 2e de Corée du Sud en 2019 - Guangzhou Evergrande Champion de Chine en 2019 - Shanghai Shenhua Vainqueur de la coupe de Chine 2019 - Beijing FC 2e de Chine en 2019 - Yokohama F. Marinos Champion du Japon en 2019 - Vissel Kobe Vainqueur de la coupe du Japon 2019 - Perth Glory 1er de la saison régulière d'Australie en 2018-2019 - Sydney FC Vainqueur de Grand Final d'Australie en 2018-2019 - Chiangrai United Champion de Thaïlande en 2019 - Johor Darul Ta'zim FC Champion de Malaisie en 2019 | - Jeonbuk Hyundai Motors Champion de Corée du Sud en 2019 - Suwon Samsung Bluewings Vainqueur de la coupe de Corée du Sud 2019 - Ulsan Hyundai 2e de Corée du Sud en 2019 - Guangzhou Evergrande Champion de Chine en 2019 - Shanghai Shenhua Vainqueur de la coupe de Chine 2019 - Beijing FC 2e de Chine en 2019 - Yokohama F. Marinos Champion du Japon en 2019 - Vissel Kobe Vainqueur de la coupe du Japon 2019 - Perth Glory 1er de la saison régulière d'Australie en 2018-2019 - Sydney FC Vainqueur de Grand Final d'Australie en 2018-2019 - Chiangrai United Champion de Thaïlande en 2019 - Johor Darul Ta'zim FC Champion de Malaisie en 2019 |
| Barrages | | | | | | | | | | | | | | | |
| - Al-Aïn Club 4e des Émirats arabes unis en 2018-2019 - Al-Ahli 4e d'Arabie saoudite en 2018-2019 - Al-Sailiya 3e du Qatar en 2018-2019 - Al-Rayyan 4e du Qatar en 2018-2019 | - Al-Aïn Club 4e des Émirats arabes unis en 2018-2019 - Al-Ahli 4e d'Arabie saoudite en 2018-2019 - Al-Sailiya 3e du Qatar en 2018-2019 - Al-Rayyan 4e du Qatar en 2018-2019 | - Al-Aïn Club 4e des Émirats arabes unis en 2018-2019 - Al-Ahli 4e d'Arabie saoudite en 2018-2019 - Al-Sailiya 3e du Qatar en 2018-2019 - Al-Rayyan 4e du Qatar en 2018-2019 | - Al-Aïn Club 4e des Émirats arabes unis en 2018-2019 - Al-Ahli 4e d'Arabie saoudite en 2018-2019 - Al-Sailiya 3e du Qatar en 2018-2019 - Al-Rayyan 4e du Qatar en 2018-2019 | - Al-Aïn Club 4e des Émirats arabes unis en 2018-2019 - Al-Ahli 4e d'Arabie saoudite en 2018-2019 - Al-Sailiya 3e du Qatar en 2018-2019 - Al-Rayyan 4e du Qatar en 2018-2019 | - Al-Aïn Club 4e des Émirats arabes unis en 2018-2019 - Al-Ahli 4e d'Arabie saoudite en 2018-2019 - Al-Sailiya 3e du Qatar en 2018-2019 - Al-Rayyan 4e du Qatar en 2018-2019 | - Al-Aïn Club 4e des Émirats arabes unis en 2018-2019 - Al-Ahli 4e d'Arabie saoudite en 2018-2019 - Al-Sailiya 3e du Qatar en 2018-2019 - Al-Rayyan 4e du Qatar en 2018-2019 | - Al-Aïn Club 4e des Émirats arabes unis en 2018-2019 - Al-Ahli 4e d'Arabie saoudite en 2018-2019 - Al-Sailiya 3e du Qatar en 2018-2019 - Al-Rayyan 4e du Qatar en 2018-2019 | - FC Séoul 3e de Corée du Sud en 2019 - Shanghai SIPG 3e de Chine en 2019 - FC Tokyo 2e du Japon en 2019 - Kashima Antlers 3e du Japon en 2019 | - FC Séoul 3e de Corée du Sud en 2019 - Shanghai SIPG 3e de Chine en 2019 - FC Tokyo 2e du Japon en 2019 - Kashima Antlers 3e du Japon en 2019 | - FC Séoul 3e de Corée du Sud en 2019 - Shanghai SIPG 3e de Chine en 2019 - FC Tokyo 2e du Japon en 2019 - Kashima Antlers 3e du Japon en 2019 | - FC Séoul 3e de Corée du Sud en 2019 - Shanghai SIPG 3e de Chine en 2019 - FC Tokyo 2e du Japon en 2019 - Kashima Antlers 3e du Japon en 2019 | - FC Séoul 3e de Corée du Sud en 2019 - Shanghai SIPG 3e de Chine en 2019 - FC Tokyo 2e du Japon en 2019 - Kashima Antlers 3e du Japon en 2019 | - FC Séoul 3e de Corée du Sud en 2019 - Shanghai SIPG 3e de Chine en 2019 - FC Tokyo 2e du Japon en 2019 - Kashima Antlers 3e du Japon en 2019 | - FC Séoul 3e de Corée du Sud en 2019 - Shanghai SIPG 3e de Chine en 2019 - FC Tokyo 2e du Japon en 2019 - Kashima Antlers 3e du Japon en 2019 | - FC Séoul 3e de Corée du Sud en 2019 - Shanghai SIPG 3e de Chine en 2019 - FC Tokyo 2e du Japon en 2019 - Kashima Antlers 3e du Japon en 2019 |
| Deuxième tour | | | | | | | | | | | | | | | |
| - Esteghlal Téhéran 3e d'Iran en 2018-2019 - Shahr Khodro FC 4e d'Iran en 2018-2019 - Lokomotiv Tachkent 2e d'Ouzbékistan en 2019 - Bunyodkor 3e d'Ouzbékistan en 2019 - Al-Zawraa 2e d'Irak en 2018-2019 - FC Istiklol Champion de Tadjikistan en 2019 | - Esteghlal Téhéran 3e d'Iran en 2018-2019 - Shahr Khodro FC 4e d'Iran en 2018-2019 - Lokomotiv Tachkent 2e d'Ouzbékistan en 2019 - Bunyodkor 3e d'Ouzbékistan en 2019 - Al-Zawraa 2e d'Irak en 2018-2019 - FC Istiklol Champion de Tadjikistan en 2019 | - Esteghlal Téhéran 3e d'Iran en 2018-2019 - Shahr Khodro FC 4e d'Iran en 2018-2019 - Lokomotiv Tachkent 2e d'Ouzbékistan en 2019 - Bunyodkor 3e d'Ouzbékistan en 2019 - Al-Zawraa 2e d'Irak en 2018-2019 - FC Istiklol Champion de Tadjikistan en 2019 | - Esteghlal Téhéran 3e d'Iran en 2018-2019 - Shahr Khodro FC 4e d'Iran en 2018-2019 - Lokomotiv Tachkent 2e d'Ouzbékistan en 2019 - Bunyodkor 3e d'Ouzbékistan en 2019 - Al-Zawraa 2e d'Irak en 2018-2019 - FC Istiklol Champion de Tadjikistan en 2019 | - Esteghlal Téhéran 3e d'Iran en 2018-2019 - Shahr Khodro FC 4e d'Iran en 2018-2019 - Lokomotiv Tachkent 2e d'Ouzbékistan en 2019 - Bunyodkor 3e d'Ouzbékistan en 2019 - Al-Zawraa 2e d'Irak en 2018-2019 - FC Istiklol Champion de Tadjikistan en 2019 | - Esteghlal Téhéran 3e d'Iran en 2018-2019 - Shahr Khodro FC 4e d'Iran en 2018-2019 - Lokomotiv Tachkent 2e d'Ouzbékistan en 2019 - Bunyodkor 3e d'Ouzbékistan en 2019 - Al-Zawraa 2e d'Irak en 2018-2019 - FC Istiklol Champion de Tadjikistan en 2019 | - Esteghlal Téhéran 3e d'Iran en 2018-2019 - Shahr Khodro FC 4e d'Iran en 2018-2019 - Lokomotiv Tachkent 2e d'Ouzbékistan en 2019 - Bunyodkor 3e d'Ouzbékistan en 2019 - Al-Zawraa 2e d'Irak en 2018-2019 - FC Istiklol Champion de Tadjikistan en 2019 | - Esteghlal Téhéran 3e d'Iran en 2018-2019 - Shahr Khodro FC 4e d'Iran en 2018-2019 - Lokomotiv Tachkent 2e d'Ouzbékistan en 2019 - Bunyodkor 3e d'Ouzbékistan en 2019 - Al-Zawraa 2e d'Irak en 2018-2019 - FC Istiklol Champion de Tadjikistan en 2019 | - Melbourne Victory 3e de la saison régulière d'Australie en 2018-2019 - Port FC Vainqueur de la coupe de Thaïlande 2019 - Buriram United 2e de Thaïlande en 2019 - Kedah FA Vainqueur de la coupe de Malaisie 2019 - Wofoo Tai Po Champion de Hong Kong en 2018-2019 - Hô-Chi-Minh-Ville FC 2e du Viêt Nam en 2019 | - Melbourne Victory 3e de la saison régulière d'Australie en 2018-2019 - Port FC Vainqueur de la coupe de Thaïlande 2019 - Buriram United 2e de Thaïlande en 2019 - Kedah FA Vainqueur de la coupe de Malaisie 2019 - Wofoo Tai Po Champion de Hong Kong en 2018-2019 - Hô-Chi-Minh-Ville FC 2e du Viêt Nam en 2019 | - Melbourne Victory 3e de la saison régulière d'Australie en 2018-2019 - Port FC Vainqueur de la coupe de Thaïlande 2019 - Buriram United 2e de Thaïlande en 2019 - Kedah FA Vainqueur de la coupe de Malaisie 2019 - Wofoo Tai Po Champion de Hong Kong en 2018-2019 - Hô-Chi-Minh-Ville FC 2e du Viêt Nam en 2019 | - Melbourne Victory 3e de la saison régulière d'Australie en 2018-2019 - Port FC Vainqueur de la coupe de Thaïlande 2019 - Buriram United 2e de Thaïlande en 2019 - Kedah FA Vainqueur de la coupe de Malaisie 2019 - Wofoo Tai Po Champion de Hong Kong en 2018-2019 - Hô-Chi-Minh-Ville FC 2e du Viêt Nam en 2019 | - Melbourne Victory 3e de la saison régulière d'Australie en 2018-2019 - Port FC Vainqueur de la coupe de Thaïlande 2019 - Buriram United 2e de Thaïlande en 2019 - Kedah FA Vainqueur de la coupe de Malaisie 2019 - Wofoo Tai Po Champion de Hong Kong en 2018-2019 - Hô-Chi-Minh-Ville FC 2e du Viêt Nam en 2019 | - Melbourne Victory 3e de la saison régulière d'Australie en 2018-2019 - Port FC Vainqueur de la coupe de Thaïlande 2019 - Buriram United 2e de Thaïlande en 2019 - Kedah FA Vainqueur de la coupe de Malaisie 2019 - Wofoo Tai Po Champion de Hong Kong en 2018-2019 - Hô-Chi-Minh-Ville FC 2e du Viêt Nam en 2019 | - Melbourne Victory 3e de la saison régulière d'Australie en 2018-2019 - Port FC Vainqueur de la coupe de Thaïlande 2019 - Buriram United 2e de Thaïlande en 2019 - Kedah FA Vainqueur de la coupe de Malaisie 2019 - Wofoo Tai Po Champion de Hong Kong en 2018-2019 - Hô-Chi-Minh-Ville FC 2e du Viêt Nam en 2019 | - Melbourne Victory 3e de la saison régulière d'Australie en 2018-2019 - Port FC Vainqueur de la coupe de Thaïlande 2019 - Buriram United 2e de Thaïlande en 2019 - Kedah FA Vainqueur de la coupe de Malaisie 2019 - Wofoo Tai Po Champion de Hong Kong en 2018-2019 - Hô-Chi-Minh-Ville FC 2e du Viêt Nam en 2019 |
| Premier tour | | | | | | | | | | | | | | | |
| - Chennai City Champion d'Inde en 2018-2019 - Al-Faisaly Club Champion de Jordanie en 2018-2019 - Al-Kuwait Champion de Koweït en 2018-2019 - Riffa Club Champion de Bahreïn en 2018-2019 | - Chennai City Champion d'Inde en 2018-2019 - Al-Faisaly Club Champion de Jordanie en 2018-2019 - Al-Kuwait Champion de Koweït en 2018-2019 - Riffa Club Champion de Bahreïn en 2018-2019 | - Chennai City Champion d'Inde en 2018-2019 - Al-Faisaly Club Champion de Jordanie en 2018-2019 - Al-Kuwait Champion de Koweït en 2018-2019 - Riffa Club Champion de Bahreïn en 2018-2019 | - Chennai City Champion d'Inde en 2018-2019 - Al-Faisaly Club Champion de Jordanie en 2018-2019 - Al-Kuwait Champion de Koweït en 2018-2019 - Riffa Club Champion de Bahreïn en 2018-2019 | - Chennai City Champion d'Inde en 2018-2019 - Al-Faisaly Club Champion de Jordanie en 2018-2019 - Al-Kuwait Champion de Koweït en 2018-2019 - Riffa Club Champion de Bahreïn en 2018-2019 | - Chennai City Champion d'Inde en 2018-2019 - Al-Faisaly Club Champion de Jordanie en 2018-2019 - Al-Kuwait Champion de Koweït en 2018-2019 - Riffa Club Champion de Bahreïn en 2018-2019 | - Chennai City Champion d'Inde en 2018-2019 - Al-Faisaly Club Champion de Jordanie en 2018-2019 - Al-Kuwait Champion de Koweït en 2018-2019 - Riffa Club Champion de Bahreïn en 2018-2019 | - Chennai City Champion d'Inde en 2018-2019 - Al-Faisaly Club Champion de Jordanie en 2018-2019 - Al-Kuwait Champion de Koweït en 2018-2019 - Riffa Club Champion de Bahreïn en 2018-2019 | - Ceres-Negros Champion de Philippines en 2019 - Tampines Rovers Vice-champion de Singapour en 2019 - Bali United Vice-Champion d'Indonésie en 2019 - Shan United Champion de Birmanie en 2019 | - Ceres-Negros Champion de Philippines en 2019 - Tampines Rovers Vice-champion de Singapour en 2019 - Bali United Vice-Champion d'Indonésie en 2019 - Shan United Champion de Birmanie en 2019 | - Ceres-Negros Champion de Philippines en 2019 - Tampines Rovers Vice-champion de Singapour en 2019 - Bali United Vice-Champion d'Indonésie en 2019 - Shan United Champion de Birmanie en 2019 | - Ceres-Negros Champion de Philippines en 2019 - Tampines Rovers Vice-champion de Singapour en 2019 - Bali United Vice-Champion d'Indonésie en 2019 - Shan United Champion de Birmanie en 2019 | - Ceres-Negros Champion de Philippines en 2019 - Tampines Rovers Vice-champion de Singapour en 2019 - Bali United Vice-Champion d'Indonésie en 2019 - Shan United Champion de Birmanie en 2019 | - Ceres-Negros Champion de Philippines en 2019 - Tampines Rovers Vice-champion de Singapour en 2019 - Bali United Vice-Champion d'Indonésie en 2019 - Shan United Champion de Birmanie en 2019 | - Ceres-Negros Champion de Philippines en 2019 - Tampines Rovers Vice-champion de Singapour en 2019 - Bali United Vice-Champion d'Indonésie en 2019 - Shan United Champion de Birmanie en 2019 | - Ceres-Negros Champion de Philippines en 2019 - Tampines Rovers Vice-champion de Singapour en 2019 - Bali United Vice-Champion d'Indonésie en 2019 - Shan United Champion de Birmanie en 2019 |

## Calendrier
| Nom                                                               | Tirage au sort              | Date en région de l'Ouest                                                                                                 | Date en région de l'Est | Équipes participantes | Équipes restantes |
| Barrages                                                          | Barrages                    | Barrages | Barrages | Barrages              | Barrages          |
| ----------------------------------------------------------------- | --------------------------- | --- | --- | --------------------- | ----------------- |
| Premier tour                                                      | Pas de tirage-au-sort       | 14 janvier 2020 | 14 janvier 2020 | 2                     | 1                 |
| Deuxième tour                                                     | Pas de tirage-au-sort       | 21 janvier 2020 | 21 janvier 2020 | 11                    | 6                 |
| Troisième tour                                                    | Pas de tirage-au-sort       | 28 janvier 2020 | 28 janvier 2020 | 16                    | 8                 |
| Phase de groupes                                                  |                             | | |                       |                   |
| Journées 1 Journées 2 Journées 3 Journées 4 Journées 5 Journées 6 | 21 novembre 2019            | 10-11 février 2020 17-18 février 2020 14-15 septembre 2020 17-18 septembre 2020 20-21 septembre 2020 23-24 septembre 2020 | 11-12 février 2020 et 18-19 novembre 2020 (Australie vs Chine) 18-19 février 2020 et 21-22 novembre 2020(Chine vs Corée du Sud) 3-4 mai 2020 et 24-25 novembre 2020 27-28 novembre 2020 (Chine vs Japon ou Australie) 30 novembre 2020-1er décembre 2020 3-4 décembre 2020 | 32                    | 32 à 16           |
| Phase finale                                                      |                             | | |                       |                   |
| Huitièmes de finale                                               | 21 novembre 2019            | 26-27 septembre 2020 | 6-7 décembre 2020 | 16                    | 16 à 8            |
| Quarts de finale                                                  | 28 septembre 2020(W) TBA(E) | 30 septembre 2020 | 10 décembre 2020 | 8                     | 8 à 4             |
| Demi-finales                                                      | 28 septembre 2020(W) TBA(E) | 3 octobre 2020 | 13 décembre 2020 | 4                     | 4 à 2             |
| Finale                                                            | 28 septembre 2020(W) TBA(E) | 19 décembre 2020 | 19 décembre 2020 | 2                     | 2 à 1             |

## Barrages
| Asie de l'Ouest    | Asie de l'Ouest                  | Asie de l'Ouest | Asie de l'Ouest | Asie de l'Ouest | Asie de l'Ouest | Asie de l'Ouest | Asie de l'Ouest |
| Club               | Score                            | Club            |                 |                 |                 |                 |                 |
| Premier tour       | Premier tour                     | Premier tour    | Premier tour    | Premier tour    | Premier tour    | Premier tour    | Premier tour    |
| ------------------ | -------------------------------- | --------------- | --------------- | --------------- | --------------- | --------------- | --------------- |
| Chennai City       | 0 - 1                            | Riffa Club      |                 |                 |                 |                 |                 |
| Al-Faisaly Club    | 1 - 2 a. p.                      | Al-Kuwait       |                 |                 |                 |                 |                 |
| Deuxième tour      |                                  |                 |                 |                 |                 |                 |                 |
| Esteghlal          | 3 - 0                            | Al-Kuwait       |                 |                 |                 |                 |                 |
| Shahr Khodro FC    | 2 - 1                            | Riffa Club      |                 |                 |                 |                 |                 |
| Lokomotiv Tachkent | 0 - 1                            | FC Istiklol     |                 |                 |                 |                 |                 |
| Bunyodkor          | 4 - 1                            | Al-Zawraa       |                 |                 |                 |                 |                 |
| Troisième tour     |                                  |                 |                 |                 |                 |                 |                 |
| Al-Aïn Club        | 1 - 0                            | Bunyodkor       |                 |                 |                 |                 |                 |
| Al-Ahli            | 1 - 0                            | FC Istiklol     |                 |                 |                 |                 |                 |
| Al-Sailiya         | 0 - 0 (a. p.) (t. a. b. : 4 - 5) | Shahr Khodro FC |                 |                 |                 |                 |                 |
| Al-Rayyan SC       | 0 - 5                            | Esteghlal       |                 |                 |                 |                 |                 |

| Asie de l'Est     | Asie de l'Est | Asie de l'Est        | Asie de l'Est | Asie de l'Est | Asie de l'Est | Asie de l'Est | Asie de l'Est |
| Club              | Score         | Club                 |               |               |               |               |               |
| Premier tour      | Premier tour  | Premier tour         | Premier tour  | Premier tour  | Premier tour  | Premier tour  | Premier tour  |
| ----------------- | ------------- | -------------------- | ------------- | ------------- | ------------- | ------------- | ------------- |
| Ceres-Negros      | 3 - 2         | Shan United          |               |               |               |               |               |
| Tampines Rovers   | 3 - 5 a. p.   | Bali United          |               |               |               |               |               |
| Deuxième tour     |               |                      |               |               |               |               |               |
| Melbourne Victory | 5 - 0         | Bali United          |               |               |               |               |               |
| Port FC           | 0 - 1         | Ceres-Negros         |               |               |               |               |               |
| Buriram United    | 2 - 1         | Hô-Chi-Minh-Ville FC |               |               |               |               |               |
| Kedah FA          | 5 - 1         | Wofoo Tai Po         |               |               |               |               |               |
| Troisième tour    |               |                      |               |               |               |               |               |
| FC Séoul          | 4 - 1         | Kedah FA             |               |               |               |               |               |
| Shanghai SIPG     | 3 - 0         | Buriram United       |               |               |               |               |               |
| FC Tokyo          | 2 - 0         | Ceres-Negros         |               |               |               |               |               |
| Kashima Antlers   | 0 - 1         | Melbourne Victory    |               |               |               |               |               |

- Qualifié pour la phase de groupes

### Premier tour
Région Ouest
| 14 janvier 2020 | Chennai City | 0 - 1 | Riffa Club      | The Arena, Ahmedabad        |                             |
| 18h00 UTC+5:30  |              | (0-1) | Abduljabbar 41e | Arbitrage : Sherzod Kasimov | Arbitrage : Sherzod Kasimov |

| 14 janvier 2020 | Al-Faisaly Club | 1 - 2 a. p. | Al-Kuwait                   | Stade international d'Amman, Amman |                          |
| 18h00 UTC+2     | Al-Jbarat 10e   | (1-1)       | Nasser 34e · Al Hajeri 119e | Arbitrage : Yusuke Araki           | Arbitrage : Yusuke Araki |

Région Est
| 14 janvier 2020 | Ceres-Negros                          | 3 - 2 | Shan United                 | Rizal Memorial Stadium, Manila |                              |
| 19h30 UTC+8     | Mendy 5e · Marañón 40e · Porteria 79e | (2-0) | Zin Min Tun 73e · Djawa 87e | Arbitrage : Ali Al-Samaheeji   | Arbitrage : Ali Al-Samaheeji |

| 14 janvier 2020 | Tampines Rovers                             | 3 - 5 a. p. | Bali United                                               | Stade Jalan Besar, Singapour     |                                  |
| 19h30 UTC+8     | Kopitović 43e · Webb 53e · Rahmat 67e (csc) | (1-2)       | Platje 8e 13e · Rahmat 82e · Lilipaly 100e · Saimima 115e | Arbitrage : Ahmad Yacoub Ibrahim | Arbitrage : Ahmad Yacoub Ibrahim |

### Deuxième tour
Région Ouest
| 25 janvier 2020 | Esteghlal                      | 3 - 0 | Al-Kuwait | Maktoum bin Rashid Al Maktoum Stadium, Dubai (Émirats Arabes Unis) |             |
| 18h20 UTC+4     | Diabaté 27e 54e · Ghafouri 59e |       |           | Arbitrage :                                                        | Arbitrage : |

| 25 janvier 2020 | Shahr Khodro FC                   | 2 - 1 | Riffa Club | Stade Chardjah, Chardjah (Émirats Arabes Unis) |             |
| 18h20 UTC+4     | Khalatbari 19e · Ghaseminejad 83e |       | Saeid 35e  | Arbitrage :                                    | Arbitrage : |

| 21 janvier 2020 | Lokomotiv Tachkent | 0 - 1 | FC Istiklol      | Stade lokomotiv, Tachkent |             |
| 15h00 UTC+5     |                    | (0-0) | A. Dzhalilov 60e | Arbitrage :               | Arbitrage : |

| 22 janvier 2020 | FK Bunyodkor                                                 | 4 - 1 | Al-Zawraa | JAR Stadium, Tachkent |             |
| 14h00 UTC+5     | Kholmukhamedov 8e (pen.) · Murtazoev 46e 85e · Farkhodov 80e |       | Qasim 89e | Arbitrage :           | Arbitrage : |

Région Est
| 21 janvier 2020 | Melbourne Victory                                             | 5 - 0 | Bali United | AAMI Park, Melbourne |             |
| 19h35 UTC+11    | Basha 14e · Hope 37e · Kruse 59e · Toivonen 81e · Kamsoba 90e | (2-0) |             | Arbitrage :          | Arbitrage : |

| 21 janvier 2020 | Port FC | 0 - 1 | Ceres-Negros | PAT Stadium, Bangkok |             |
| 19h00 UTC+7     |         | (0-0) | Schröck 51e  | Arbitrage :          | Arbitrage : |

| 21 janvier 2020 | Buriram United         | 2 - 1 | Hô-Chi-Minh-Ville FC | Chang Arena, Buriram |             |
| 18h30 UTC+7     | Cuesta 53e · Bueno 74e | (0-0) | Diakité 77e          | Arbitrage :          | Arbitrage : |

| 21 janvier 2020 | Kedah FA                              | 5 - 1 | Wofoo Tai Po     | Stade Darul Aman, Alor Setar |             |
| 21h00 UTC+8     | Tchétché 4e 25e 90+2e · Azman 47e 66e | (2-0) | CHAN Man Fai 68e | Arbitrage :                  | Arbitrage : |

### Troisième tour
Région Ouest
| 28 janvier 2020 | Al-Aïn Club | 1 - 0 | FK Bunyodkor | Stade Hazza bin Zayed, Al-Aïn |             |
| 18h40 UTC+4     | Juma 78e    |       |              | Arbitrage :                   | Arbitrage : |

| 28 janvier 2020 | Al-Ahli              | 1 - 0 | FC Istiklol | Stade Roi-Abdallah, Djeddah |             |
| 20h30 UTC+3     | Belaïli 90+1e (pen.) |       |             | Arbitrage :                 | Arbitrage : |

| 28 janvier 2020 | Al-Sailiya                                         | 0 - 0 a. p.     | Shahr Khodro FC                                       | Stade Abdullah bin Khalifa, Doha |             |
| 18h10 UTC+3     |                                                    |                 |                                                       | Arbitrage :                      | Arbitrage : |
| 18h10 UTC+3     | Boussoufa · Ansarifard · Mbodji · Siddiq · Belhadj | Tirs au but 4-5 | Seifollahi · Sarlak · Ghaseminejad · Faraji · Sadeghi | Arbitrage :                      | Arbitrage : |

| 28 janvier 2020 | Al-Rayyan SC | 0 - 5 | Esteghlal                                         | Stade Abdullah bin Khalifa, Doha |             |
| 18h15 UTC+3     |              |       | Diabaté 8e · Ghayedi 40e 47e · Motahari 84e 90+1e | Arbitrage :                      | Arbitrage : |

Région Est
| 28 janvier 2020 | FC Séoul                                                                  | 4 - 1 | Kedah FA        | Stade de la Coupe du monde de Séoul, Séoul |             |
| 19h00 UTC+9     | Park Chu-young 39e (pen.) · Park Dong-jin 49e · Osmar 63e · Alibaev 90+2e | (1-0) | Osmar 52e (csc) | Arbitrage :                                | Arbitrage : |

| 28 janvier 2020 | Shanghai SIPG                                           | 3 - 0 | Buriram United | Yuanshen Sports Centre Stadium, Shanghai |                             |
| 15h00 UTC+8     | LI Shenglong 77e · Arnautović 90+2e · Hulk 90+5e (pen.) | (0-0) |                | Spectateurs : 0 Arbitrage :              | Spectateurs : 0 Arbitrage : |

| 28 janvier 2020 | FC Tokyo                  | 2 - 0 | Ceres-Negros | Stade Ajinomoto, Chōfu, (Tōkyō) |                                 |
| 19h00 UTC+9     | Muroya 48e · Adaílton 89e | (0-0) |              | Spectateurs : 6 630 Arbitrage : | Spectateurs : 6 630 Arbitrage : |

| 28 janvier 2020 | Kashima Antlers | 0 - 1 | Melbourne Victory | Kashima Soccer Stadium, Kashima |                                 |
| 19h00 UTC+9     |                 | (0-0) | Nabbout 54e       | Spectateurs : 4 275 Arbitrage : | Spectateurs : 4 275 Arbitrage : |

## Matchs et classements

### Critères de départage
Selon l'article 10.5 du règlement de la compétition, en cas d’égalité de points de plusieurs équipes à l'issue des matches de groupe, les critères suivants sont appliqués dans l'ordre indiqué pour établir leur
classement :
1. plus grand nombre de points obtenus dans les matches de groupe disputés entre les équipes concernées ;
2. meilleure différence de buts dans les matches du groupe disputés entre les équipes concernées;
3. plus grand nombre de buts marqués dans les matches du groupe disputés entre les équipes concernées;
4. plus grand nombre de buts marqués à l’extérieur dans les matches du groupe disputés entre les équipes concernées;
5. si, après l’application des critères 1 à 4, plusieurs équipes sont toujours à égalité, les critères 1 à 4 sont à nouveau appliqués exclusivement aux matches entre les équipes concernées afin de déterminer leur classement final. Si cette procédure ne donne pas de résultat, les critères 6 à 12 s’appliquent;
6. meilleure différence de buts dans tous les matches du groupe;
7. plus grand nombre de buts marqués dans tous les matches du groupe;
8. [tirs au but], si deux équipes seulement sont impliquées et qu'elles se sont rencontrés au dernier tour du groupe;
9. plus faible total de points disciplinaires sur la base uniquement des cartons jaunes et des cartons rouges reçus durant tous les matches du groupe (carton rouge = 3 points, carton jaune = 1 point, expulsion pour deux cartons jaunes au cours d'un match = 3 points);
10. meilleur classement de la fédération à laquelle appartient l'équipe.

Légende des classements
- Qualifié pour les huitièmes de finale

Légende des résultats
- Victoire à domicile
- Match nul
- Victoire à l'extérieur

### Groupe A
| Rang | Équipe    | Pts | J | G | N | P | Bp | Bc | Diff |  | Résultats (▼ dom., ► ext.) |     |     |     |
| ---- | --------- | --- | - | - | - | - | -- | -- | ---- |  | -------------------------- | --- | --- | --- |
| 1    | Al-Ahli   | 6   | 4 | 2 | 0 | 2 | 4  | 6  | -2   |  | Al-Ahli                    |     | 2-1 | 1-0 |
| 2    | Esteghlal | 5   | 4 | 1 | 2 | 1 | 6  | 4  | +2   |  | Esteghlal                  | 3-0 |     | 1-1 |
| 3    | Al-Shorta | 5   | 4 | 1 | 2 | 1 | 4  | 4  | 0    |  | Al-Shorta                  | 2-1 | 1-1 |     |

Al-Wahda Club quitte la compétition par forfait en raison de plusieurs cas de Covid-19 au sein de l'effectif après avoir joué deux matchs. Tous ses résultats sont déclarés nuls et non avenus.

### Groupe B
| Rang | Équipe         | Pts | J | G | N | P | Bp | Bc | Diff |  | Résultats (▼ dom., ► ext.) |     |     |     |
| ---- | -------------- | --- | - | - | - | - | -- | -- | ---- |  | -------------------------- | --- | --- | --- |
| 1    | Pakhtakor      | 10  | 4 | 3 | 1 | 0 | 6  | 1  | +5   |  | Pakhtakor                  |     | 2-1 | 3-0 |
| 2    | Shabab Al-Ahli | 7   | 4 | 2 | 1 | 1 | 3  | 2  | +1   |  | Shabab Al-Ahli             | 0-0 |     | 1-0 |
| 3    | Shahr Khodro   | 0   | 4 | 0 | 0 | 4 | 0  | 6  | -6   |  | Shahr Khodro               | 0-1 | 0-1 |     |

Al-Hilal quitte la compétition par forfait en raison de plusieurs cas de Covid-19 au sein de l'effectif alors qu'un seul match restait à jouer et qu'ils étaient en tête du groupe. Tous ses résultats sont déclarés nuls et non avenus.

### Groupe C
| Rang | Équipe     | Pts | J | G | N | P | Bp | Bc | Diff |  | Résultats (▼ dom., ► ext.) |     |     |     |     |
| ---- | ---------- | --- | - | - | - | - | -- | -- | ---- |  | -------------------------- | --- | --- | --- | --- |
| 1    | Persépolis | 10  | 6 | 3 | 1 | 2 | 8  | 5  | +3   |  | Persépolis                 |     | 1-0 | 0-1 | 4-0 |
| 2    | Al-Taawoun | 9   | 6 | 3 | 0 | 3 | 4  | 8  | -4   |  | Al-Taawoun                 | 0-1 |     | 2-0 | 0-6 |
| 3    | Al-Duhail  | 9   | 6 | 3 | 0 | 3 | 7  | 8  | -1   |  | Al-Duhail                  | 2-0 | 0-1 |     | 2-1 |
| 4    | Sharjah    | 7   | 6 | 2 | 1 | 3 | 13 | 11 | +2   |  | Sharjah                    | 2-2 | 0-1 | 4-2 |     |

### Groupe D
| Rang | Équipe   | Pts | J | G | N | P | Bp | Bc | Diff |  | Résultats (▼ dom., ► ext.) |     |     |     |     |
| ---- | -------- | --- | - | - | - | - | -- | -- | ---- |  | -------------------------- | --- | --- | --- | --- |
| 1    | Al-Nassr | 11  | 6 | 3 | 2 | 1 | 9  | 5  | +4   |  | Al-Nassr                   |     | 2-2 | 2-0 | 0-1 |
| 2    | Al-Sadd  | 9   | 6 | 2 | 3 | 1 | 14 | 8  | +6   |  | Al-Sadd                    | 1-1 |     | 3-0 | 4-0 |
| 3    | Sépahan  | 7   | 6 | 2 | 1 | 3 | 6  | 8  | -2   |  | Sépahan                    | 0-2 | 2-1 |     | 0-0 |
| 4    | Al-Aïn   | 5   | 6 | 1 | 2 | 3 | 5  | 13 | -8   |  | Al-Aïn                     | 1-2 | 3-3 | 0-4 |     |

### Groupe E
| Rang | Équipe            | Pts | J | G | N | P | Bp | Bc | Diff |  | Résultats (▼ dom., ► ext.) |     |     |     |     |
| ---- | ----------------- | --- | - | - | - | - | -- | -- | ---- |  | -------------------------- | --- | --- | --- | --- |
| 1    | Beijing FC        | 16  | 6 | 5 | 1 | 0 | 12 | 4  | +8   |  | Beijing FC                 |     | 3-1 | 3-1 | 1-1 |
| 2    | Melbourne Victory | 7   | 6 | 2 | 1 | 3 | 6  | 9  | -3   |  | Melbourne Victory          | 0-2 |     | 2-1 | 1-0 |
| 3    | FC Séoul          | 6   | 6 | 2 | 0 | 4 | 10 | 9  | +1   |  | FC Séoul                   | 1-2 | 1-0 |     | 5-0 |
| 4    | Chiangrai United  | 5   | 6 | 1 | 2 | 3 | 5  | 11 | -6   |  | Chiangrai United           | 0-1 | 2-2 | 2-1 |     |

### Groupe F
| Rang | Équipe           | Pts | J | G | N | P | Bp | Bc | Diff |  | Résultats (▼ dom., ► ext.) |     |     |     |     |
| ---- | ---------------- | --- | - | - | - | - | -- | -- | ---- |  | -------------------------- | --- | --- | --- | --- |
| 1    | Ulsan Hyundai    | 16  | 6 | 5 | 1 | 0 | 14 | 5  | +9   |  | Ulsan Hyundai              |     | 1-1 | 3-1 | 2-0 |
| 2    | FC Tokyo         | 10  | 6 | 3 | 1 | 2 | 6  | 5  | +1   |  | FC Tokyo                   | 1-2 |     | 0-1 | 1-0 |
| 3    | Shanghai Shenhua | 7   | 6 | 2 | 1 | 3 | 9  | 13 | -4   |  | Shanghai Shenhua           | 1-4 | 1-2 |     | 3-3 |
| 4    | Perth Glory      | 1   | 6 | 0 | 1 | 5 | 5  | 11 | -6   |  | Perth Glory                | 1-2 | 0-1 | 1-2 |     |

### Groupe G
| Rang | Équipe                  | Pts | J | G | N | P | Bp | Bc | Diff |  | Résultats (▼ dom., ► ext.) |     |     |     |
| ---- | ----------------------- | --- | - | - | - | - | -- | -- | ---- |  | -------------------------- | --- | --- | --- |
| 1    | Vissel Kobe             | 6   | 4 | 2 | 0 | 2 | 4  | 5  | -1   |  | Vissel Kobe                |     | 0-2 | 0-2 |
| 2    | Suwon Samsung Bluewings | 5   | 4 | 1 | 2 | 1 | 3  | 2  | +1   |  | Suwon Samsung Bluewings    | 0-1 |     | 0-0 |
| 3    | Guangzhou Evergrande    | 5   | 4 | 1 | 2 | 1 | 4  | 4  | 0    |  | Guangzhou Evergrande       | 1-3 | 1-1 |     |

Le Johor Darul Ta'zim FC quitte la compétition par forfait, les autorités malaisiennes leur interdisant de quitter le pays en raison de la pandémie de Covid-19. Tous ses résultats obtenus lors des deux premières journées sont déclarés nuls et non avenus.

### Groupe H
| Rang | Équipe                 | Pts | J | G | N | P | Bp | Bc | Diff |  | Résultats (▼ dom., ► ext.) |     |     |     |     |
| ---- | ---------------------- | --- | - | - | - | - | -- | -- | ---- |  | -------------------------- | --- | --- | --- | --- |
| 1    | Yokohama F. Marinos    | 13  | 6 | 4 | 1 | 1 | 13 | 5  | +8   |  | Yokohama F. Marinos        |     | 1-2 | 4-1 | 4-0 |
| 2    | Shanghai SIPG          | 9   | 6 | 3 | 0 | 3 | 6  | 10 | -4   |  | Shanghai SIPG              | 0-1 |     | 0-2 | 0-4 |
| 3    | Jeonbuk Hyundai Motors | 7   | 6 | 2 | 1 | 3 | 8  | 10 | -2   |  | Jeonbuk Hyundai Motors     | 1-2 | 1-2 |     | 1-0 |
| 4    | Sydney FC              | 5   | 6 | 1 | 2 | 3 | 8  | 10 | -2   |  | Sydney FC                  | 1-1 | 1-2 | 2-2 |     |

## Phase finale
Les huit premiers et les huit deuxièmes de chaque groupe participent à la phase finale, qui débute par les huitièmes de finale. En cas d'égalité entre deux ou plusieurs équipes, le classement est déterminé d'abord par la différence de points particulière entre les équipes à égalité puis la différence de buts particulière. Les premiers sont têtes de série et reçoivent pour le match retour contrairement aux seconds.
| Groupe | 1er de groupe – Tête de série | 2e de groupe – Non-tête de série |
| ------ | ----------------------------- | -------------------------------- |
| A      | Al-Ahli                       | Esteghlal                        |
| B      | Pakhtakor                     | Shabab Al-Ahli                   |
| C      | Persépolis                    | Al-Taawoun                       |
| D      | Al-Nassr                      | Al-Sadd                          |
| E      | Beijing FC                    | Melbourne Victory                |
| F      | Ulsan Hyundai                 | FC Tokyo                         |
| G      | Vissel Kobe                   | Suwon Samsung Bluewings          |
| H      | Yokohama F. Marinos           | Shanghai SIPG                    |

### Tableau final
|  | Huitièmes de finale                           | Huitièmes de finale                           | Huitièmes de finale                           | Huitièmes de finale                           |               |               | Quarts de finale                           | Quarts de finale                           | Quarts de finale                           | Quarts de finale                           |  |  | Demi-finales                            | Demi-finales                            | Demi-finales                            | Demi-finales                            |  |  | Finale                                  | Finale                                  | Finale                                  | Finale                                  |
|  |                                               |                                               |                                               |                                               |               |               |                                            |                                            |                                            |                                            |  |  |                                         |                                         |                                         |                                         |  |  |                                         |                                         |                                         |                                         |
|  | 27 septembre 2020 - Education City, Al Rayyan | 27 septembre 2020 - Education City, Al Rayyan | 27 septembre 2020 - Education City, Al Rayyan | 27 septembre 2020 - Education City, Al Rayyan |               |               | 30 septembre 2020 - Jassim bin Hamad, Doha | 30 septembre 2020 - Jassim bin Hamad, Doha | 30 septembre 2020 - Jassim bin Hamad, Doha | 30 septembre 2020 - Jassim bin Hamad, Doha |  |  | 3 octobre 2020 - Jassim bin Hamad, Doha | 3 octobre 2020 - Jassim bin Hamad, Doha | 3 octobre 2020 - Jassim bin Hamad, Doha | 3 octobre 2020 - Jassim bin Hamad, Doha |  |  | 19 décembre 2020 - Al-Janoub, Al Wakrah | 19 décembre 2020 - Al-Janoub, Al Wakrah | 19 décembre 2020 - Al-Janoub, Al Wakrah | 19 décembre 2020 - Al-Janoub, Al Wakrah |
|  | Al-Nassr                                      | Al-Nassr                                      | 1                                             | 1                                             |               |               | 30 septembre 2020 - Jassim bin Hamad, Doha | 30 septembre 2020 - Jassim bin Hamad, Doha | 30 septembre 2020 - Jassim bin Hamad, Doha | 30 septembre 2020 - Jassim bin Hamad, Doha |  |  | 3 octobre 2020 - Jassim bin Hamad, Doha | 3 octobre 2020 - Jassim bin Hamad, Doha | 3 octobre 2020 - Jassim bin Hamad, Doha | 3 octobre 2020 - Jassim bin Hamad, Doha |  |  | 19 décembre 2020 - Al-Janoub, Al Wakrah | 19 décembre 2020 - Al-Janoub, Al Wakrah | 19 décembre 2020 - Al-Janoub, Al Wakrah | 19 décembre 2020 - Al-Janoub, Al Wakrah |
|  | Al-Nassr                                      | Al-Nassr                                      | 1                                             | 1                                             |               |               | 30 septembre 2020 - Jassim bin Hamad, Doha | 30 septembre 2020 - Jassim bin Hamad, Doha | 30 septembre 2020 - Jassim bin Hamad, Doha | 30 septembre 2020 - Jassim bin Hamad, Doha |  |  | 3 octobre 2020 - Jassim bin Hamad, Doha | 3 octobre 2020 - Jassim bin Hamad, Doha | 3 octobre 2020 - Jassim bin Hamad, Doha | 3 octobre 2020 - Jassim bin Hamad, Doha |  |  | 19 décembre 2020 - Al-Janoub, Al Wakrah | 19 décembre 2020 - Al-Janoub, Al Wakrah | 19 décembre 2020 - Al-Janoub, Al Wakrah | 19 décembre 2020 - Al-Janoub, Al Wakrah |
|  | Al-Taawoun                                    | Al-Taawoun                                    | 0                                             | 0                                             |               |               | 30 septembre 2020 - Jassim bin Hamad, Doha | 30 septembre 2020 - Jassim bin Hamad, Doha | 30 septembre 2020 - Jassim bin Hamad, Doha | 30 septembre 2020 - Jassim bin Hamad, Doha |  |  | 3 octobre 2020 - Jassim bin Hamad, Doha | 3 octobre 2020 - Jassim bin Hamad, Doha | 3 octobre 2020 - Jassim bin Hamad, Doha | 3 octobre 2020 - Jassim bin Hamad, Doha |  |  | 19 décembre 2020 - Al-Janoub, Al Wakrah | 19 décembre 2020 - Al-Janoub, Al Wakrah | 19 décembre 2020 - Al-Janoub, Al Wakrah | 19 décembre 2020 - Al-Janoub, Al Wakrah |
|  | Al-Taawoun                                    | Al-Taawoun                                    | 0                                             | 0                                             | Al-Nassr      | Al-Nassr      | 2                                          | 2                                          |                                            |                                            |  |  | 3 octobre 2020 - Jassim bin Hamad, Doha | 3 octobre 2020 - Jassim bin Hamad, Doha | 3 octobre 2020 - Jassim bin Hamad, Doha | 3 octobre 2020 - Jassim bin Hamad, Doha |  |  | 19 décembre 2020 - Al-Janoub, Al Wakrah | 19 décembre 2020 - Al-Janoub, Al Wakrah | 19 décembre 2020 - Al-Janoub, Al Wakrah | 19 décembre 2020 - Al-Janoub, Al Wakrah |
|  | 26 septembre 2020 - Al-Janoub, Al Wakrah      |                                               |                                               |                                               | Al-Nassr      | Al-Nassr      | 2                                          | 2                                          |                                            |                                            |  |  | 3 octobre 2020 - Jassim bin Hamad, Doha | 3 octobre 2020 - Jassim bin Hamad, Doha | 3 octobre 2020 - Jassim bin Hamad, Doha | 3 octobre 2020 - Jassim bin Hamad, Doha |  |  | 19 décembre 2020 - Al-Janoub, Al Wakrah | 19 décembre 2020 - Al-Janoub, Al Wakrah | 19 décembre 2020 - Al-Janoub, Al Wakrah | 19 décembre 2020 - Al-Janoub, Al Wakrah |
|  |                                               |                                               | Al-Ahli                                       | Al-Ahli                                       | 0             | 0             |                                            |                                            |                                            |                                            |  |  | 3 octobre 2020 - Jassim bin Hamad, Doha | 3 octobre 2020 - Jassim bin Hamad, Doha | 3 octobre 2020 - Jassim bin Hamad, Doha | 3 octobre 2020 - Jassim bin Hamad, Doha |  |  | 19 décembre 2020 - Al-Janoub, Al Wakrah | 19 décembre 2020 - Al-Janoub, Al Wakrah | 19 décembre 2020 - Al-Janoub, Al Wakrah | 19 décembre 2020 - Al-Janoub, Al Wakrah |
|  | Al-Ahli                                       | Al-Ahli                                       | Al-Ahli                                       | Al-Ahli                                       | 0             | 0             | 1 (4)                                      | 1 (4)                                      |                                            |                                            |  |  | 3 octobre 2020 - Jassim bin Hamad, Doha | 3 octobre 2020 - Jassim bin Hamad, Doha | 3 octobre 2020 - Jassim bin Hamad, Doha | 3 octobre 2020 - Jassim bin Hamad, Doha |  |  | 19 décembre 2020 - Al-Janoub, Al Wakrah | 19 décembre 2020 - Al-Janoub, Al Wakrah | 19 décembre 2020 - Al-Janoub, Al Wakrah | 19 décembre 2020 - Al-Janoub, Al Wakrah |
|  | Al-Ahli                                       | Al-Ahli                                       | 30 septembre 2020 - Jassim bin Hamad, Doha    |                                               |               |               | 1 (4)                                      | 1 (4)                                      |                                            |                                            |  |  | 3 octobre 2020 - Jassim bin Hamad, Doha | 3 octobre 2020 - Jassim bin Hamad, Doha | 3 octobre 2020 - Jassim bin Hamad, Doha | 3 octobre 2020 - Jassim bin Hamad, Doha |  |  | 19 décembre 2020 - Al-Janoub, Al Wakrah | 19 décembre 2020 - Al-Janoub, Al Wakrah | 19 décembre 2020 - Al-Janoub, Al Wakrah | 19 décembre 2020 - Al-Janoub, Al Wakrah |
|  | Shabab Al-Ahli                                | Shabab Al-Ahli                                | 1 (3)                                         | 1 (3)                                         |               |               |                                            |                                            |                                            |                                            |  |  | 3 octobre 2020 - Jassim bin Hamad, Doha | 3 octobre 2020 - Jassim bin Hamad, Doha | 3 octobre 2020 - Jassim bin Hamad, Doha | 3 octobre 2020 - Jassim bin Hamad, Doha |  |  | 19 décembre 2020 - Al-Janoub, Al Wakrah | 19 décembre 2020 - Al-Janoub, Al Wakrah | 19 décembre 2020 - Al-Janoub, Al Wakrah | 19 décembre 2020 - Al-Janoub, Al Wakrah |
|  | Shabab Al-Ahli                                | Shabab Al-Ahli                                | 1 (3)                                         | 1 (3)                                         | Al-Nassr      | Al-Nassr      | 1 (3)                                      | 1 (3)                                      |                                            |                                            |  |  |                                         |                                         |                                         |                                         |  |  | 19 décembre 2020 - Al-Janoub, Al Wakrah | 19 décembre 2020 - Al-Janoub, Al Wakrah | 19 décembre 2020 - Al-Janoub, Al Wakrah | 19 décembre 2020 - Al-Janoub, Al Wakrah |
|  | 27 septembre 2020 - Education City, Al Rayyan |                                               |                                               |                                               | Al-Nassr      | Al-Nassr      | 1 (3)                                      | 1 (3)                                      |                                            |                                            |  |  |                                         |                                         |                                         |                                         |  |  | 19 décembre 2020 - Al-Janoub, Al Wakrah | 19 décembre 2020 - Al-Janoub, Al Wakrah | 19 décembre 2020 - Al-Janoub, Al Wakrah | 19 décembre 2020 - Al-Janoub, Al Wakrah |
|  |                                               |                                               | Persépolis                                    | Persépolis                                    | 1 (5)         | 1 (5)         |                                            |                                            |                                            |                                            |  |  |                                         |                                         |                                         |                                         |  |  | 19 décembre 2020 - Al-Janoub, Al Wakrah | 19 décembre 2020 - Al-Janoub, Al Wakrah | 19 décembre 2020 - Al-Janoub, Al Wakrah | 19 décembre 2020 - Al-Janoub, Al Wakrah |
|  | Persépolis                                    | Persépolis                                    | Persépolis                                    | Persépolis                                    | 1 (5)         | 1 (5)         | 1                                          | 1                                          |                                            |                                            |  |  |                                         |                                         |                                         |                                         |  |  | 19 décembre 2020 - Al-Janoub, Al Wakrah | 19 décembre 2020 - Al-Janoub, Al Wakrah | 19 décembre 2020 - Al-Janoub, Al Wakrah | 19 décembre 2020 - Al-Janoub, Al Wakrah |
|  | Persépolis                                    | Persépolis                                    | 13 décembre 2020 - Jassim bin Hamad, Doha     |                                               |               |               | 1                                          | 1                                          |                                            |                                            |  |  |                                         |                                         |                                         |                                         |  |  | 19 décembre 2020 - Al-Janoub, Al Wakrah | 19 décembre 2020 - Al-Janoub, Al Wakrah | 19 décembre 2020 - Al-Janoub, Al Wakrah | 19 décembre 2020 - Al-Janoub, Al Wakrah |
|  | Al-Sadd                                       | Al-Sadd                                       | 0                                             | 0                                             |               |               |                                            |                                            |                                            |                                            |  |  |                                         |                                         |                                         |                                         |  |  | 19 décembre 2020 - Al-Janoub, Al Wakrah | 19 décembre 2020 - Al-Janoub, Al Wakrah | 19 décembre 2020 - Al-Janoub, Al Wakrah | 19 décembre 2020 - Al-Janoub, Al Wakrah |
|  | Al-Sadd                                       | Al-Sadd                                       | 0                                             | 0                                             | Persépolis    | Persépolis    | 2                                          | 2                                          |                                            |                                            |  |  |                                         |                                         |                                         |                                         |  |  | 19 décembre 2020 - Al-Janoub, Al Wakrah | 19 décembre 2020 - Al-Janoub, Al Wakrah | 19 décembre 2020 - Al-Janoub, Al Wakrah | 19 décembre 2020 - Al-Janoub, Al Wakrah |
|  | 26 septembre 2020 - Al-Janoub, Al Wakrah      |                                               |                                               |                                               | Persépolis    | Persépolis    | 2                                          | 2                                          |                                            |                                            |  |  |                                         |                                         |                                         |                                         |  |  | 19 décembre 2020 - Al-Janoub, Al Wakrah | 19 décembre 2020 - Al-Janoub, Al Wakrah | 19 décembre 2020 - Al-Janoub, Al Wakrah | 19 décembre 2020 - Al-Janoub, Al Wakrah |
|  |                                               |                                               | Pakhtakor                                     | Pakhtakor                                     | 0             | 0             |                                            |                                            |                                            |                                            |  |  |                                         |                                         |                                         |                                         |  |  | 19 décembre 2020 - Al-Janoub, Al Wakrah | 19 décembre 2020 - Al-Janoub, Al Wakrah | 19 décembre 2020 - Al-Janoub, Al Wakrah | 19 décembre 2020 - Al-Janoub, Al Wakrah |
|  | Pakhtakor                                     | Pakhtakor                                     | Pakhtakor                                     | Pakhtakor                                     | 0             | 0             | 2                                          | 2                                          |                                            |                                            |  |  |                                         |                                         |                                         |                                         |  |  | 19 décembre 2020 - Al-Janoub, Al Wakrah | 19 décembre 2020 - Al-Janoub, Al Wakrah | 19 décembre 2020 - Al-Janoub, Al Wakrah | 19 décembre 2020 - Al-Janoub, Al Wakrah |
|  | Pakhtakor                                     | Pakhtakor                                     | 10 décembre 2020 - Al-Janoub, Al Wakrah       |                                               |               |               | 2                                          | 2                                          |                                            |                                            |  |  |                                         |                                         |                                         |                                         |  |  | 19 décembre 2020 - Al-Janoub, Al Wakrah | 19 décembre 2020 - Al-Janoub, Al Wakrah | 19 décembre 2020 - Al-Janoub, Al Wakrah | 19 décembre 2020 - Al-Janoub, Al Wakrah |
|  | Esteghlal                                     | Esteghlal                                     | 1                                             | 1                                             |               |               |                                            |                                            |                                            |                                            |  |  |                                         |                                         |                                         |                                         |  |  | 19 décembre 2020 - Al-Janoub, Al Wakrah | 19 décembre 2020 - Al-Janoub, Al Wakrah | 19 décembre 2020 - Al-Janoub, Al Wakrah | 19 décembre 2020 - Al-Janoub, Al Wakrah |
|  | Esteghlal                                     | Esteghlal                                     | 1                                             | 1                                             | Persépolis    | Persépolis    | 1                                          | 1                                          |                                            |                                            |  |  |                                         |                                         |                                         |                                         |  |  |                                         |                                         |                                         |                                         |
|  | 6 décembre 2020 - Education City, Al Rayyan   |                                               |                                               |                                               | Persépolis    | Persépolis    | 1                                          | 1                                          |                                            |                                            |  |  |                                         |                                         |                                         |                                         |  |  |                                         |                                         |                                         |                                         |
|  |                                               |                                               | Ulsan Hyundai                                 | Ulsan Hyundai                                 | 2             | 2             |                                            |                                            |                                            |                                            |  |  |                                         |                                         |                                         |                                         |  |  |                                         |                                         |                                         |                                         |
|  | Ulsan Hyundai                                 | Ulsan Hyundai                                 | Ulsan Hyundai                                 | Ulsan Hyundai                                 | 2             | 2             | 3                                          | 3                                          |                                            |                                            |  |  |                                         |                                         |                                         |                                         |  |  |                                         |                                         |                                         |                                         |
|  | Ulsan Hyundai                                 | Ulsan Hyundai                                 |                                               |                                               |               |               |                                            | 3                                          |                                            |                                            |  |  |                                         |                                         |                                         |                                         |  |  |                                         |                                         |                                         |                                         |
|  | Melbourne Victory                             | Melbourne Victory                             | 0                                             | 0                                             |               |               |                                            |                                            |                                            |                                            |  |  |                                         |                                         |                                         |                                         |  |  |                                         |                                         |                                         |                                         |
|  | Melbourne Victory                             | Melbourne Victory                             | 0                                             | 0                                             | Ulsan Hyundai | Ulsan Hyundai | 2                                          | 2                                          |                                            |                                            |  |  |                                         |                                         |                                         |                                         |  |  |                                         |                                         |                                         |                                         |
|  | 6 décembre 2020 - Education City, Al Rayyan   |                                               |                                               |                                               | Ulsan Hyundai | Ulsan Hyundai | 2                                          | 2                                          |                                            |                                            |  |  |                                         |                                         |                                         |                                         |  |  |                                         |                                         |                                         |                                         |
|  |                                               |                                               | Beijing FC                                    | Beijing FC                                    | 0             | 0             |                                            |                                            |                                            |                                            |  |  |                                         |                                         |                                         |                                         |  |  |                                         |                                         |                                         |                                         |
|  | Beijing FC                                    | Beijing FC                                    | Beijing FC                                    | Beijing FC                                    | 0             | 0             | 1                                          | 1                                          |                                            |                                            |  |  |                                         |                                         |                                         |                                         |  |  |                                         |                                         |                                         |                                         |
|  | Beijing FC                                    | Beijing FC                                    | 10 décembre 2020 - Al-Janoub, Al Wakrah       |                                               |               |               | 1                                          | 1                                          |                                            |                                            |  |  |                                         |                                         |                                         |                                         |  |  |                                         |                                         |                                         |                                         |
|  | FC Tokyo                                      | FC Tokyo                                      | 0                                             | 0                                             |               |               |                                            |                                            |                                            |                                            |  |  |                                         |                                         |                                         |                                         |  |  |                                         |                                         |                                         |                                         |
|  | FC Tokyo                                      | FC Tokyo                                      | 0                                             | 0                                             | Ulsan Hyundai | Ulsan Hyundai | 2                                          | 2                                          |                                            |                                            |  |  |                                         |                                         |                                         |                                         |  |  |                                         |                                         |                                         |                                         |
|  | 7 décembre 2020 - Al-Janoub, Al Wakrah        |                                               |                                               |                                               | Ulsan Hyundai | Ulsan Hyundai | 2                                          | 2                                          |                                            |                                            |  |  |                                         |                                         |                                         |                                         |  |  |                                         |                                         |                                         |                                         |
|  |                                               |                                               | Vissel Kobe                                   | Vissel Kobe                                   | 1             | 1             |                                            |                                            |                                            |                                            |  |  |                                         |                                         |                                         |                                         |  |  |                                         |                                         |                                         |                                         |
|  | Vissel Kobe                                   | Vissel Kobe                                   | Vissel Kobe                                   | Vissel Kobe                                   | 1             | 1             | 2                                          | 2                                          |                                            |                                            |  |  |                                         |                                         |                                         |                                         |  |  |                                         |                                         |                                         |                                         |
|  | Vissel Kobe                                   | Vissel Kobe                                   |                                               |                                               |               |               |                                            | 2                                          |                                            |                                            |  |  |                                         |                                         |                                         |                                         |  |  |                                         |                                         |                                         |                                         |
|  | Shanghai SIPG                                 | Shanghai SIPG                                 | 0                                             | 0                                             |               |               |                                            |                                            |                                            |                                            |  |  |                                         |                                         |                                         |                                         |  |  |                                         |                                         |                                         |                                         |
|  | Shanghai SIPG                                 | Shanghai SIPG                                 | 0                                             | 0                                             | Vissel Kobe   | Vissel Kobe   | 1 (7)                                      | 1 (7)                                      |                                            |                                            |  |  |                                         |                                         |                                         |                                         |  |  |                                         |                                         |                                         |                                         |
|  | 7 décembre 2020 - Al-Janoub, Al Wakrah        |                                               |                                               |                                               | Vissel Kobe   | Vissel Kobe   | 1 (7)                                      | 1 (7)                                      |                                            |                                            |  |  |                                         |                                         |                                         |                                         |  |  |                                         |                                         |                                         |                                         |
|  |                                               |                                               | Suwon Samsung Bluewings                       | Suwon Samsung Bluewings                       | 1 (6)         | 1 (6)         |                                            |                                            |                                            |                                            |  |  |                                         |                                         |                                         |                                         |  |  |                                         |                                         |                                         |                                         |
|  | Yokohama F. Marinos                           | Yokohama F. Marinos                           | Suwon Samsung Bluewings                       | Suwon Samsung Bluewings                       | 1 (6)         | 1 (6)         | 2                                          | 2                                          |                                            |                                            |  |  |                                         |                                         |                                         |                                         |  |  |                                         |                                         |                                         |                                         |
|  | Yokohama F. Marinos                           | Yokohama F. Marinos                           |                                               |                                               |               |               |                                            | 2                                          |                                            |                                            |  |  |                                         |                                         |                                         |                                         |  |  |                                         |                                         |                                         |                                         |
|  | Suwon Samsung Bluewings                       | Suwon Samsung Bluewings                       | 3                                             | 3                                             |               |               |                                            |                                            |                                            |                                            |  |  |                                         |                                         |                                         |                                         |  |  |                                         |                                         |                                         |                                         |
|  | Suwon Samsung Bluewings                       | Suwon Samsung Bluewings                       | 3                                             | 3                                             |               |               |                                            |                                            |                                            |                                            |  |  |                                         |                                         |                                         |                                         |  |  |                                         |                                         |                                         |                                         |
|  |                                               |                                               |                                               |                                               |               |               |                                            |                                            |                                            |                                            |  |  |                                         |                                         |                                         |                                         |  |  |                                         |                                         |                                         |                                         |

### Huitièmes de finale
| Club                | Score           | Club                    |
| Asie de l'Ouest     | Asie de l'Ouest | Asie de l'Ouest         |
| ------------------- | --------------- | ----------------------- |
| Al-Ahli             | 1 – 1 4 - 3 tab | Shabab Al-Ahli          |
| Pakhtakor           | 2 – 1           | Esteghlal               |
| Persépolis          | 1 – 0           | Al-Sadd                 |
| Al-Nassr            | 1 – 0           | Al-Taawoun              |
| Asie de l'Est       |                 |                         |
| Beijing FC          | 1 – 0           | FC Tokyo                |
| Ulsan Hyundai       | 3 – 0           | Melbourne Victory       |
| Vissel Kobe         | 2 – 0           | Shanghai SIPG           |
| Yokohama F. Marinos | 2 – 3           | Suwon Samsung Bluewings |

### Quarts de finale
| Club            | Score           | Club                    |                 |                 |
| Asie de l'Ouest | Asie de l'Ouest | Asie de l'Ouest         | Asie de l'Ouest | Asie de l'Ouest |
| --------------- | --------------- | ----------------------- | --------------- | --------------- |
| Al-Nassr        | 2 – 0           | Al-Ahli                 |                 |                 |
| Persépolis      | 2 – 0           | Pakhtakor               |                 |                 |
| Asie de l'Est   |                 |                         |                 |                 |
| Ulsan Hyundai   | 2 – 0           | Beijing FC              |                 |                 |
| Vissel Kobe     | 1 – 1 7 - 6 tab | Suwon Samsung Bluewings |                 |                 |

### Demi-finales
| Club            | Score           | Club            |                 |                 |
| Asie de l'Ouest | Asie de l'Ouest | Asie de l'Ouest | Asie de l'Ouest | Asie de l'Ouest |
| --------------- | --------------- | --------------- | --------------- | --------------- |
| Al-Nassr        | 1 – 1 3 - 5 tab | Persépolis      |                 |                 |
| Asie de l'Est   |                 |                 |                 |                 |
| Ulsan Hyundai   | 2 – 1 a. p.     | Vissel Kobe     |                 |                 |

### Finale
La finale est déplacée au 19 décembre 2020 en raison de la pandémie de Covid-19.
| Club       | Score | Club          |
| ---------- | ----- | ------------- |
| Persépolis | 1 - 2 | Ulsan Hyundai |

## Classements annexes

### Buteurs
Mise à jour le 10 décembre 2020.
|   | Buteur               | Club                | Buts | MJ | Pen. | Avg. | Min. |
| - | -------------------- | ------------------- | ---- | -- | ---- | ---- | ---- |
| 1 | Abderrazak Hamdallah | Al-Nassr Riyad      | 7    | 7  | 1    | 1    | 651  |
| 2 | Trent Buhagiar       | Sydney FC           | 5    | 6  | 0    | 0.83 | 426  |
| 3 | Alan                 | Beijing Guoan       | 4    | 6  | 0    | 0.67 | 327  |
| 3 | Bjørn Johnsen        | Ulsan Hyundai FC    | 4    | 7  | 1    | 0.57 | 371  |
| 3 | Ado Onaiwu           | Yokohama F. Marinos | 4    | 6  | 0    | 0.67 | 381  |
| 3 | Issa Alekasir        | Persépolis FC       | 4    | 6  | 0    | 0.67 | 464  |
| 3 | Júnior Negrão        | Ulsan Hyundai FC    | 4    | 7  | 1    | 0.57 | 502  |
| 3 | Yoon Bit-garam       | Ulsan Hyundai FC    | 4    | 6  | 0    | 0.67 | 509  |
| 3 | Baghdad Bounedjah    | Al-Sadd SC          | 4    | 6  | 0    | 0.67 | 531  |

| Source Classement des buteurs sur l'AFC Classement des buteurs sur Soccerway (phase de poules) Légende MJ : Nombre de matchs joués Pen. : Nombre de pénaltys Avg. : Ratio de buts par match Min. : Temps de jeu total en minutes Note Les buts inscrits lors des play-offs de qualifications et les matchs annulés par l'AFC, en raison de la pandémie de Covid-19, ne sont pas comptabilisés (section 13, article 64.4). |

## Nombre d'équipes par association et par tour

### Zone Ouest
| Association         |       | Tours préliminaires                 | +  | Barrages                          | +   | Phase de groupes                              | Huitièmes de finale             | Quarts de finale    | Demi-finales | Finale       |  |
| ------------------- | ----- | ----------------------------------- | -- | --------------------------------- | --- | --------------------------------------------- | ------------------------------- | ------------------- | ------------ | ------------ |  |
| Émirats arabes unis |       |                                     | +1 | 1 Al-Aïn                          | +3  | 4 Al-Aïn, Al-Wahda, Al-Ahli, Sharjah          | 1 Al-Ahli                       |                     |              |              |  |
| Arabie Saoudite     |       |                                     | +1 | 1 Al-Ahli                         | +3  | 4 Al-Hilal, Al-Ahli, Al-Nassr, Al-Taawoun     | 3 Al-Ahli, Al-Nassr, Al-Taawoun | 2 Al-Ahli, Al-Nassr | 1 Al-Nassr   |              |  |
| Qatar               |       |                                     | +2 | 2 Al Rayyan, Al-Sailiya           | +2  | 2 Al Duhail, Al Sadd                          | 1 Al Sadd                       |                     |              |              |  |
| Iran                |       | 2 Estéghlal, Shahr Khodro (2e tour) |    | 2 Estéghlal (P), Shahr Khodro (P) | +2  | 4 Estéghlal, Persépolis, Sepahan Shahr Khodro | 2 Estéghlal, Persépolis         | 1 Persépolis        | 1 Persépolis | 1 Persépolis |  |
| Ouzbékistan         |       | 2 Lokomotiv, Bunyodkor (2e tour)    |    | 1 Bunyodkor (P)                   | +1  | 1 Pakhtakor                                   | 1 Pakhtakor                     | 1 Pakhtakor         |              |              |  |
| Irak                |       | 1 Al-Zawraa (2e tour)               |    |                                   | +1  | 1 Al Shorta                                   |                                 |                     |              |              |  |
| Tadjikistan         |       | 1 Istiklol (2e tour)                |    | 1 Istiklol (P)                    |     |                                               |                                 |                     |              |              |  |
| Inde                |       | 1 Chennai City (1er tour)           |    |                                   |     |                                               |                                 |                     |              |              |  |
| Jordanie            |       | 1 Al-Faisaly (1er tour)             |    |                                   |     |                                               |                                 |                     |              |              |  |
| Koweït              |       | 1 Al-Kuwait (1er tour)              |    |                                   |     |                                               |                                 |                     |              |              |  |
| Bahreïn             |       | 1 Riffa Club (1er tour)             |    |                                   |     |                                               |                                 |                     |              |              |  |
| Total               | Total |                                     | +4 |                                   | +12 | 16                                            | 8                               | 4                   | 2            | 1            |  |

### Zone Est
| Associations |       | Tours préliminaires           | +  | Barrages           | +   | Phase de groupes                            | Huitièmes de finale     | Quarts de finale | Demi-finales | Finale  |  |
| ------------ | ----- | ----------------------------- | -- | ------------------ | --- | ------------------------------------------- | ----------------------- | ---------------- | ------------ | ------- |  |
| Corée du Sud |       |                               | +1 | 1 Séoul            | +3  | 4 Jeonbuk, Séoul, Suwon, Ulsan              | 2 Suwon, Ulsan          | 2 Suwon, Ulsan   | 1 Ulsan      | 1 Ulsan |  |
| Chine        |       |                               | +1 | 1 Sh. SIPG         | +3  | 4 Beijing, Guangzhou, Sh. Shenhua, Sh. SIPG | 2 Beijing, Sh. SIPG     | 1 Beijing        |              |         |  |
| Japon        |       |                               | +2 | 2 Kashima, Tokyo   | +2  | 3 Kobe, Tokyo, Yokohama                     | 3 Kobe, Tokyo, Yokohama | 1 Kobe           | 1 Kobe       |         |  |
| Australie    |       | 1 Melbourne (2e tour)         |    | 1 Melbourne (P)    | +2  | 3 Melbourne, Perth, Sydney                  | 1 Melbourne             |                  |              |         |  |
| Thaïlande    |       | 2 Buriram, Port FC (2e tour)  |    | 2 Buriram (P)      | +1  | 1 Chiangrai                                 |                         |                  |              |         |  |
| Malaisie     |       | 1 Kedah (2e tour)             |    | 1 Kedah (P)        | +1  | 1 Johor Darul                               |                         |                  |              |         |  |
| Hong Kong    |       | 1 Wofoo Tai Po (2e tour)      |    |                    |     |                                             |                         |                  |              |         |  |
| Viêtnam      |       | 1 Hô Chi Minh-Ville (2e tour) |    |                    |     |                                             |                         |                  |              |         |  |
| Philippines  |       | 1 Ceres-Negros (1er tour)     |    | 1 Ceres-Negros (P) |     |                                             |                         |                  |              |         |  |
| Singapour    |       | 1 Tampines Rovers (1er tour)  |    |                    |     |                                             |                         |                  |              |         |  |
| Indonésie    |       | 1 Bali United (1er tour)      |    |                    |     |                                             |                         |                  |              |         |  |
| Myanmar      |       | 1 Shan United (1er tour)      |    |                    |     |                                             |                         |                  |              |         |  |
| Total        | Total |                               | +4 |                    | +12 | 16                                          | 8                       | 4                | 2            | 1       |  |